# Piros vonal (Metropolitan Area Express)
A Metropolitan Area Express piros vonala vasútvillamos-viszonylat az Amerikai Egyesült Államok Oregon államának Portland városában, a Beaverton pályaudvar és a Portland International Airport megállóhely között. A 8,9 kilométer hosszú, 26 megállós vonalat a TriMet üzemelteti. A hálózat második legforgalmasabb viszonylata, 2021 szeptemberében napi 10 310 utast szállított. Üzemideje napi 22 óra, követési ideje 15 perc.
Az 1980-as évekbeli vasútépítési tervek a Portlandi nemzetközi repülőtér fejlesztésével teljesedtek ki. A vonal a Bechtel és a Trammell Crow konzorciumának ajánlata alapján valósult meg, építése 1999-ben kezdődött.
A viszonylat repülőtér és belváros közötti szakaszát 2001. szeptember 10-én adták át, majd a kék vonalon tapasztalható zsúfoltság miatt 2003-ban Beavertonig hosszabbították. A Better Red projekt keretében 2024-re Fair Complex/Hillsboro Airport megállóhelyig hosszabbítják meg.

## Története

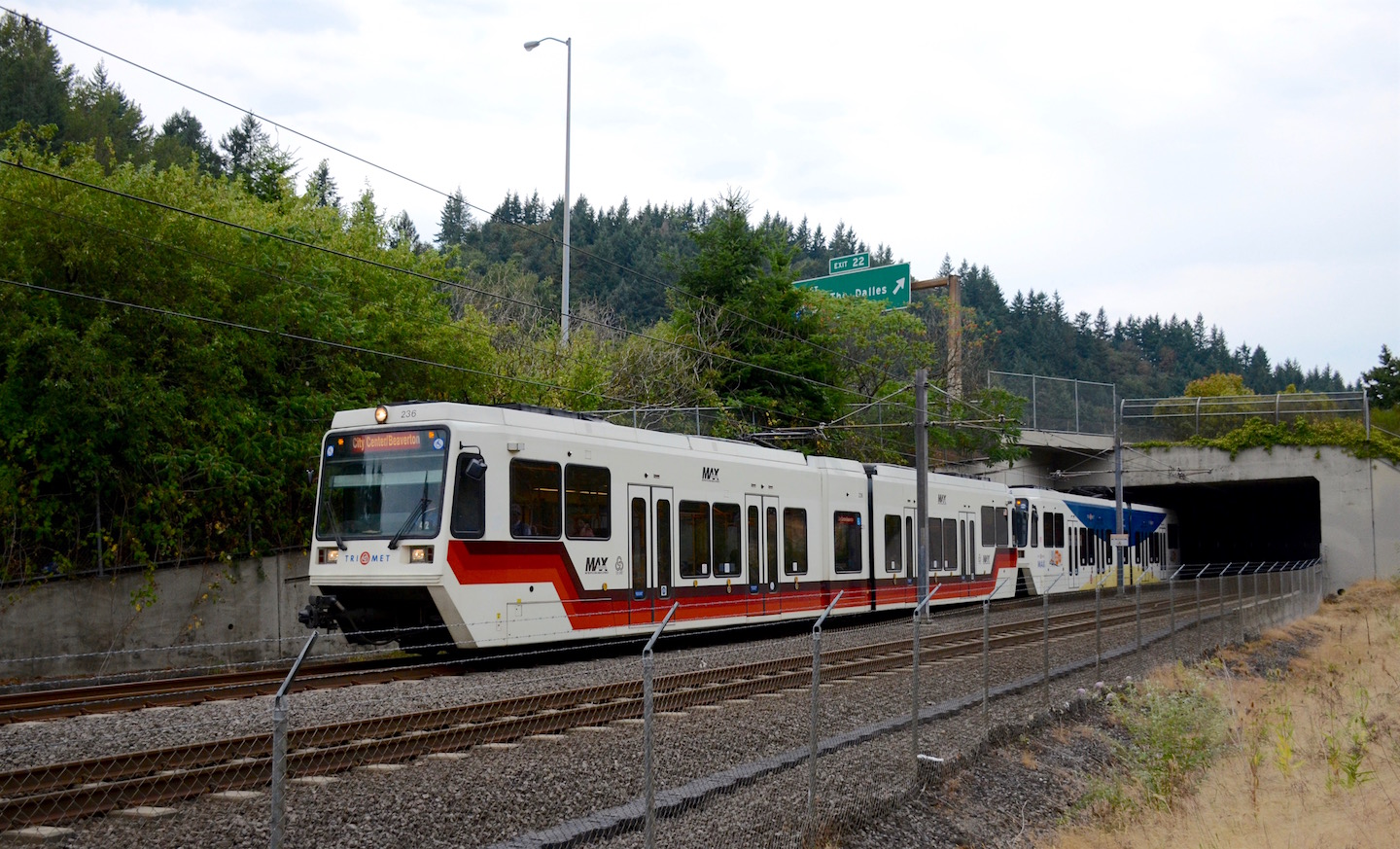
Vonat az Interstate 205 alatt

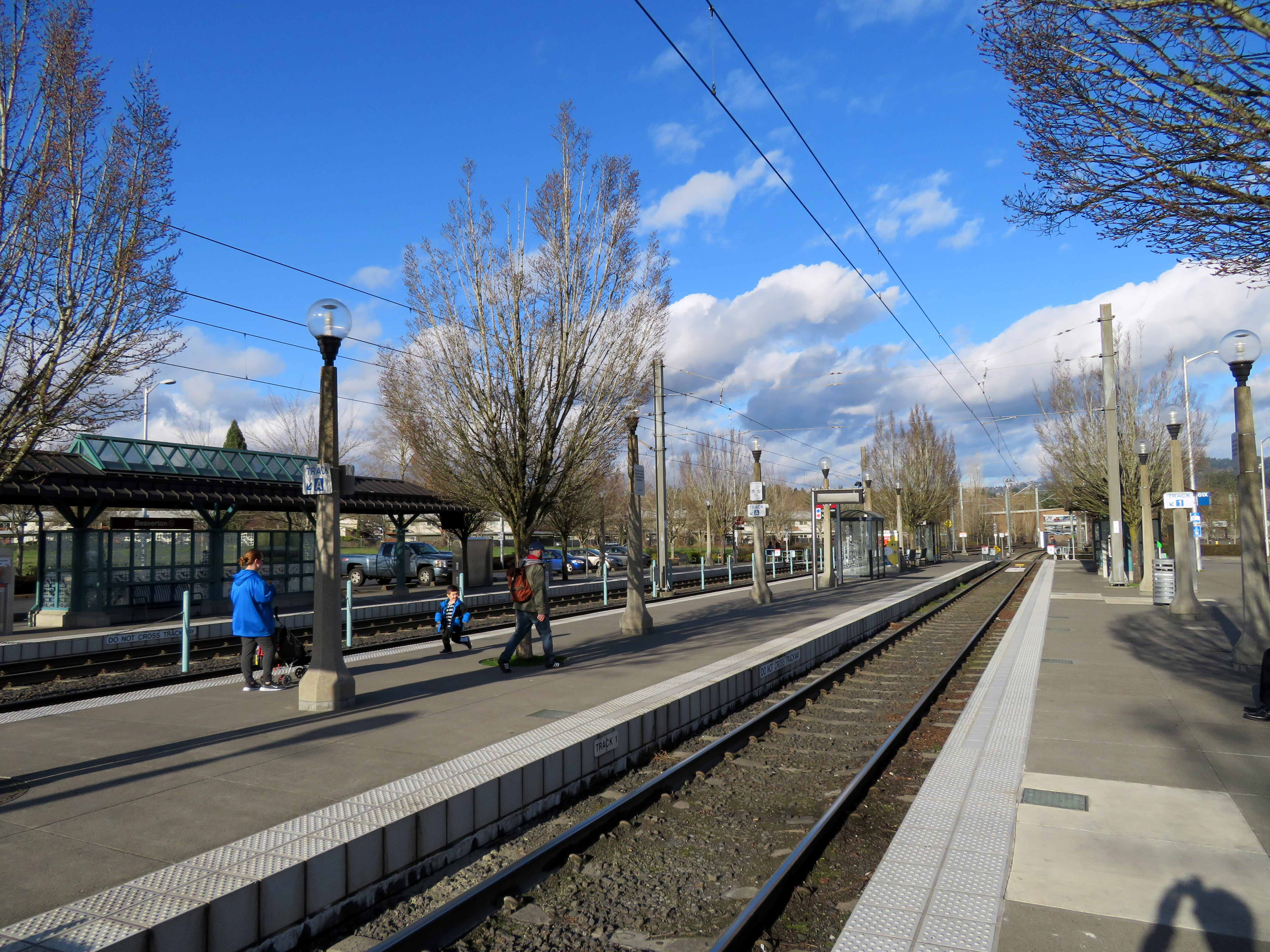
Beaverton pályaudvar, a vonal nyugati végállomása

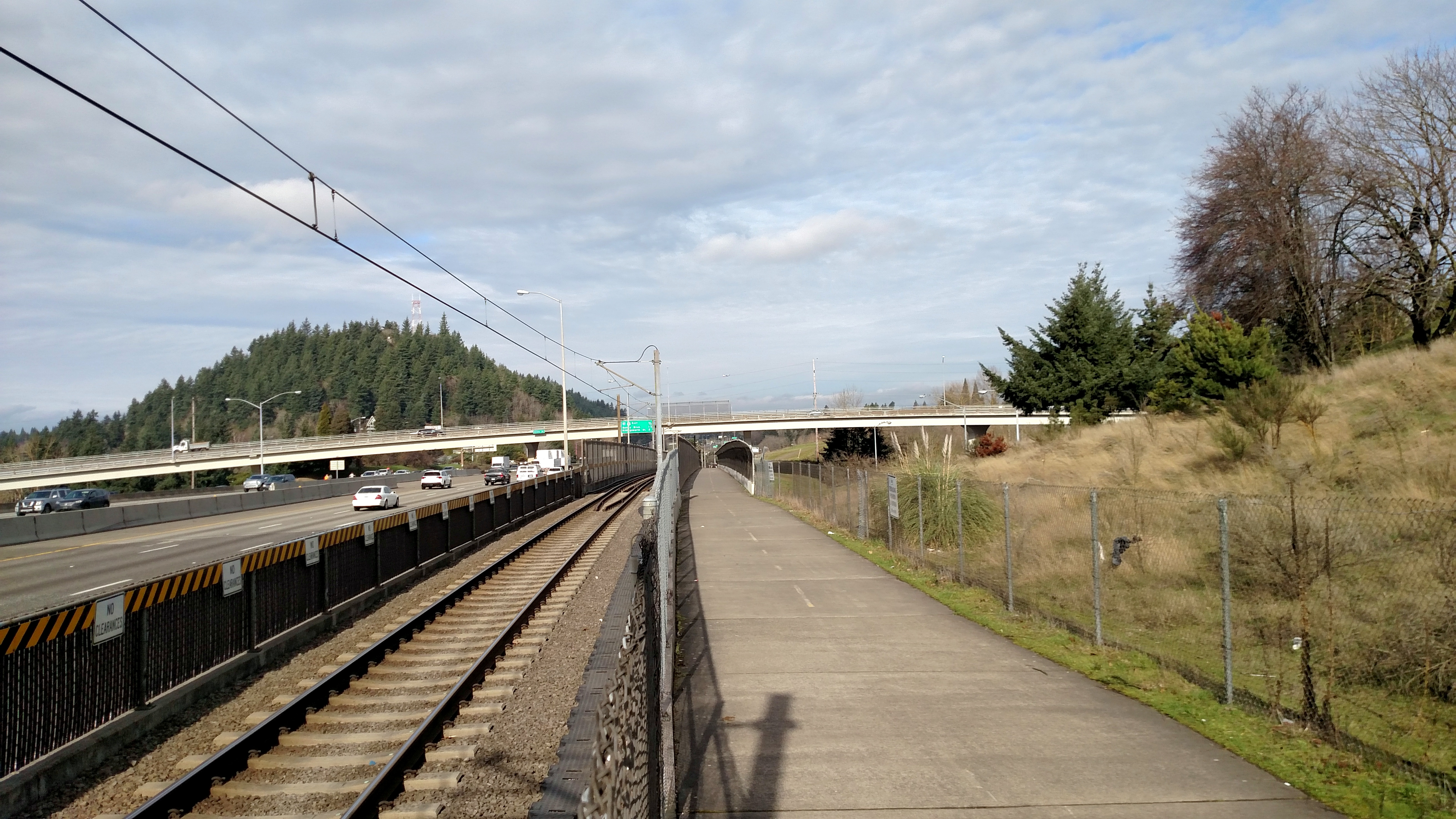
Egyvágányú szakasz a repülőtér közelében

### Partnerkapcsolat a magánszektorral
Amikor 1975-ben az Interstate 205 elérte Multnomah megyét, helyi politikusok a 14 kilométeres szakaszon buszsávok kijelölését javasolták. A tervezet alapján kezdődött meg az I-205 BRT építése, amelyet buszok ugyan soha nem használtak, de később felhasználták a vasútvillamoshoz. 1985-ben a Metro regionális kormányzat helyi szervezetek kérésére a Portlandi nemzetközi repülőtér és a Clackamas Town Center bevásárlóközpont vasúti összekötésének lehetőségét vizsgálta. Ugyan kezdetben az I-205 szegmens építését preferálták, a Metro 1987 októberében a Westside szakasz megépítése mellett döntött. A Metro és a TriMet helyi önkormányzatokkal és vállalkozásokkal alternatív finanszírozási formákat keresett, mígnem Clackamas és Washington megyék között vita keletkezett, mivel előbbi a szövetségi források megosztását kérte. Kompromisszumként a Metro 1989 januárjára átdolgozta regionáis tervét.
1991 áprilisában a Portlandi nemzetközi repülőtér 2010-re előjelzett utasszám-növekedésének kezelésére húsz éves, háromszázmillió dolláros fejlesztési tervet fogadtak el. A leendő vasútvonal számára a csomagfelvételi épület mellett területet különítettek el. 1993-ra a repülőtér utasszáma évente 10,8%-kal növekedett; az utasszám ekkorra elérte az 1997-re előrejelzett 8,5 millió főt. Az 1990-es évek elején készült környezeti hatástanulmányok egy Hazel Dell–Portland–Clackamas Town Center vasútvonal lehetőségét vizsgálták. A South/North projekt finanszírozására kiírt népszavazások 1995-ben és 1996-ban is sikertelenek voltak, ezért a Metro a szövetségi források elnyerése érdekében a projektet összevonta a repülőtéri vasútéval. A finanszírozásra kiírt 1998-as portlandi népszavazás szintén elbukott.
Ezalatt a Bechtel mérnökiroda telekhez kívánt jutni a repülőtéren, így a kikötőhatósággal és a Szövetségi Közlekedési Hatóság egy korábbi alkalmazottjával a repülőtéri vasút tervein dolgozott. A kikötőhatóság 1997 januárjában támogatta a Bechtel terveit, amiket decemberben tettek közzé. A TriMet, a kikötőhatóság és a helyi önkormányzatok hosszas tanácskozásokat követően 1998 októberére egyeztek meg. A szerződés részeként a Bechtelnek a 8,9 kilométeres vasútvonal megépítéséért egy 48,6 hektáros területet biztosítottak (Cascade Station), ahol bevásárlóközpontot, szállodát és irodákat alakítottak ki. A következő hónapban az Építők és Vállalkozók Társulata keresetet nyújtott be a Multnomah megyei Fellebbviteli Bírósághoz, mert szerintük a szerződés megsértette az állami közbeszerzési szabályokat. A bíróság kimondta, hogy az ügylet szabályos volt.

### Finanszírozása és építése
A TriMet a pályaépítés költségeit 125 millió dollárra becsülte, amely az infrastrukturális fejlesztésekkel és járműbeszerzésekkel 182,7 millióra egészült ki. A magánszektor bevonásával szövetségi támogatásokra, így a szövetségi hatóságok jóváhagyására sem volt szükség; a szövetségi jogszabályoknak megfelelően a kikötőhatóság a Szövetségi Légügyi Hatóság engedélyével csak a repülőtér területén fekvő, 1,9 kilométer hosszú pályát finanszírozhatta. A megállapodás részeként a Cascade Station területén fekvő 2,3 kilométert a magánszektor, a fennmaradó 4,7-et pedig a TriMet, a Metro és Portland városa finanszírozták.
A kikötőhatóság a 28,3 milliós pályaépítés mellett további húszmilliót fordítottak a terminál és a kapcsolódó úthálózat fejlesztésére, amelyet a repülőjegyekre kivetett háromdolláros adóból finanszíroztak. A tételt a Delta Air Lines, a Reno Air és a United Airlines vitatták, de 1999 májusában a szövetségi hatóság hozzájárult a kivetéséhez. A Bechtel és a Trammel Crow konzorciuma 28,2 millióval járult hozzá a vasútépítéshez és 13,1 millióval a közútfejlesztéshez. A TriMet harmincmilliós kötvénykibocsátásával 27,5 milliót az építkezésre, hatot pedig járműbeszerzésre fordított. A Metro 18 milliót biztosított regionális közlekedésfejlesztési terve részeként, míg Portland város az adóemelésekből 23 milliót finanszírozott.
A projekt tervezője a David Evans és Társai cég volt. A nyomvonal kijelölésekor figyeltek arra, hogy köztulajdonú területet használjanak fel, és ne kelljen kisajátításokhoz folyamodni. Az építkezéshez a repülőtérre vezető utat részben lezárták, a Gateway pályaudvarnál pedig parkolóhelyeket szüntettek meg. A Bechtel a Columbia-csatorna melletti munkálatokat 1999 júniusában kezdte meg, decemberben pedig az autópálya feletti viaduktot építették meg. A sávlezárások minimalizálása érdekében a felüljáró tartópillérjeit helyben öntötték. Az autópálya mentén az I-205 BRT és a kapcsolódó alagút megléte miatt gyorsan haladt a munka. A vágányépítést a Stacy and Witbeck végezte; a határidők betartása érdekében naponta 975,4 méter vágányt fektettek le. A Gateway pályaudvar és a felüljáró közötti pályát 2020 júliusában alakították ki. Portland International Airport végállomást a Hoffman Construction Company építette, az esőbeállókat pedig a ZGF Architects, az utasfelvételi épület előtetőjének kialakítója tervezte. Az infrastruktúra tesztelését a Bechtel 2001 márciusában kezdte, majd a további finomhangolásokat a TriMet végezte.

### Megnyitás és meghosszabbítás Beavertonig
2000-ben a TriMet bevezette a színkódokat; a már létező vonalat kékkel, az új viszonylatot pirossal jelölték. Az Airport MAX szegmens 2001. szeptember 10-én, egy nappal a Világkereskedelmi Központ elleni terrortámadások előtt nyílt meg; a szeptember 15–16-ára tervezett megnyitó elmaradt, a repülőtér pedig az országos légtérzár miatt három napra bezárt. Kezdetben a piros vonal a repülőtértől a Galleria/Library megállópárig húzódott, ahol a vonatok a 11. sugárúti hurokvágányokon fordultak vissza. A 11-es repülőtéri busz megszűnt, a C-Tran washingtoni járatát pedig a Gateway pályaudvartól a Parkrose/Sumner pályaudvarhoz terelték. A kezdeti tesztekkel ellentétben a vonatokat a befogadóképesség növelése érdekében végül nem szerelték fel csomagtartókkal. 2001 novemberére a napi utasszám elérte a 2300 főt, a hálaadás előtti hétvégén pedig naponta 3800-an használták a viszonylatot. Ekkor a vonalon szóló járművek közlekedtek; ugyan a csatolt üzemet csak 2006-ban tervezték bevezetni, a növekvő utasszám ideiglenesen már ekkor is közlekedtek kettesével kiállított vonatok.
A kék vonal sűrítése, valamint a repülőtér és a nyugati agglomeráció összekötése érdekében 2003. szeptember 1-jén a viszonylatot a Beaverton pályaudvarig hosszabbították. 2005 szeptemberében véglegesítették a csatolt üzemet, azonban ezzel egyidőben a sárga vonalon zsúfoltság alakult ki, mivel a járműtöbblet biztosítása miatt azon a vonalon ekkortól szóló kocsik jártak. 2008 szeptemberétől a reggeli és délutáni csúcsidőben a repülőtértől induló első három járat a kék vonal Hatfield Government Center megállóhelyéig közlekedik.

### Fejlesztések és meghosszabbítás Hillsboróig
2017 októberében a TriMet bejelentette a Better Red projektet, melynek keretében a késések csökkentése érdekében a repülőtér és a Gateway pályaudvar között kiépítenék a második vágányt. A szövetségi források elnyerése érdekében a projekt részévé tették a Fair Complex/Hillsboro Airport megállóhelyig hosszabbítást is. A tervezés 2018 februárjában kezdődött, majd a véglegesített terveket 2019 áprilisában nyújtották be a Szövetségi Közlekedési Hatóságnak. 2020 májusában 99,99 millió dollár szövetségi támogatást ítéltek meg; a végső simításokat 2021 elején a Parametrix végezte. A projekt részét képezi két viadukt és egy új megállóhely (Gateway North) is. Az alapkőletétel 2021. szeptember 29-én volt.
2022. április 2-a és 9-e között a Gateway pályaudvar és a repülőtér között pótlóbuszok közlekedtek. A hosszabbítás várhatóan 2024-re készül el.

## Fejlesztések
2003 szeptemberében a járatot meghosszabbították a kék vonallal közös pályán, hogy a Gateway/NE 99th Ave pályaudvar és a Beaverton pályaudvar közötti kapacitást növeljék, valamint így a repülőtér és a kék vonal nyugati szakasza között nem kell átszállni.
2008 márciusától csúcsidőben óránként három indulás a Hatfield Government Center felé közlekedik; a bővítést az utasszám nem várt növekedése indokolta. Ezek a menetrendben a kék vonal járatainál szerepelnek.

## Útvonala
A piros vonal a 8,9 kilométer hosszú Airport MAX szegmenst foglalja magában. A Gateway pályaudvarnál az Eastside szakaszról leágazva 180 fokos fordulatot véve az Interstate 205 keleti oldalán halad észak felé. A Sziklás-tanúhegynél az autópálya északi sávjai alatt áthaladva az út elválasztósávjában ér újra a felszínre. A Columbia-csatornától délre az I-205 déli sávjait keresztezve a Cascade Parkway déli oldalán Mount Hood Avenue megállóig északnyugat felé halad tovább. Az Airport Way mentén északnyugati irányban éri el a repülőtér melletti végállomást. A viszonylat a kék vonallal a Beaverton és Gateway pályaudvarok, a zöld vonallal pedig a Rose Quarter és Gateway pályaudvarok közötti szakaszon fonódik.
A vonal két egyvágányú szakaszán (a Gateway pályaudvarnál és a repülőtérnél) 2024-re a Better Red projekt keretében kiépítik a második vágányt.
| Portland International Airport felé | Beaverton pályaudvar felé |
| --- | --- |
| Beaverton pályaudvar – Beaverton Tigard Hwy – Sunset pályaudvar – U.S. Route 26 – Washington Park – SW Jefferson St – SW 18th Ave – Providence Park – SW Yamhill St – Yamhill District – SW 1st Ave – NW 1st Ave – Old Town/Chinatown – N Steel Brige – Willamette River – Rose Quarter pályaudvar – NE Holladay St – Banfield Expy – Interstate 84 – Gateway/NE 99th – Interstate 205 – Parkrose/Sumner pályaudvar – NE Cascades Pkwy – NE Airport Way – Portland International Airport | Portland International Airport – NE Airport Way – NE Cascades Pkwy – Parkrose/Sumner pályaudvar – Interstate 205 – Gateway/NE 99th – Interstate 84 – Banfield Expy – NE Holladay St – Rose Quarter pályaudvar – Willamette River – N Steel Bridge – Old Town Chinatown – NW 1st Ave – SW 1st Ave – SW Morrison St – Morrison/SW 3rd Ave – Providence Park – SW 18th Ave – SW Jefferson St – Washington Park – U.S. Route 26 – Sunset pályaudvar – Beaverton Tigard Hwy – Beaverton pályaudvar |

## Megállóhelyei
Az Airport MAX szegmens négy megállót (Portland International Airport, Mount Hood Avenue, Cascades és Parkrose/Sumner pályaudvar) foglal magában. A repülőtér és a Beaverton pályaudvar között a viszonylatnak összesen 26 megállója van, melyből 22 a kék, nyolc pedig a kék és zöld vonalakkal közös.
A Better Red projekt keretében 2024-re a viszonylatot a kék vonal Fair Complex/Hillsboro Airport megállójáig hosszabbítják, valamint a Gateway és Parkrose/Sumner pályaudvarok között Gateway North néven új megállót létesítenek.
| Piros vonal (Beaverton pályaudvar◄►Portland International Airport)                                                    | | |
| Megállóhely | Átszállási kapcsolatok                                                                                        | Intézmények                                                                                          |
| A reggeli és délutáni csúcsidőben három-három járat a kék vonal Hatfield Government Center megállóhelyéig közlekedik. | | |
| Beaverton pályaudvar végállomás                                                                                       | Kék vonal Westside Express Service 20, 52, 53, 54, 57, 58, 61, 76, 78, 88                                     | Autóbusz-állomás                                                                                     |
| Sunset pályaudvar | 5, 20, 48, 50, 59, 62, NorthWest POINT                                                                        | Autóbusz-állomás                                                                                     |
| Washington Park | 63 | Állatkert, Erdészettörténeti Múzeum, Nyugati Erdészeti- és Természetvédelmi Egyesület, Gyermekmúzeum |
| Goose Hollow/SW Jefferson St                                                                                          | 6, 58, 68 | Jefferson utcai Városi Park                                                                          |
| Kings Hill/SW Salmon St                                                                                               | 51, 63 | Sioni Evangélikus Templom                                                                            |
| Providence Park | 15, 18, 51, 63                                                                                                | Egyesült Államokbeli Társadalombiztosítási Hivatal, Providence Park Stadion                          |
| (↓) Library/SW 9th Ave                                                                                                | A , NS | Director Park                                                                                        |
| (↑) Galleria/SW 10th Ave                                                                                              | | Everest Főiskola                                                                                     |
| (↓) Pioneer Square South                                                                                              | 291 | |
| (↑) Pioneer Square North                                                                                              | | |
| (↓) Mall/SW 4th Ave                                                                                                   | 2020 márciusában megszűntek.                                                                                  | 2020 márciusában megszűntek.                                                                         |
| (↑) Mall/SW 5th Ave                                                                                                   | 2020 márciusában megszűntek.                                                                                  | 2020 márciusában megszűntek.                                                                         |
| (↓) Yamhill District                                                                                                  | | |
| (↑) Morrison/SW 3rd Ave                                                                                               | | |
| Oak/SW 1st Ave | 16 | Az Amerikai Egyesült Államok Haditengerészetének Portlandi Kirendeltsége                             |
| Skidmore Fountain | 12, 19, 20 | Hajléktalanszálló                                                                                    |
| Old Town/Chinatown | | |
| Rose Quarter pályaudvar                                                                                               | 4, 8, 35, 44, 77, 85, Swan Island Evening Shuttle                                                             | Autóbusz-állomás                                                                                     |
| Convention Center | Zöld vonal | Kongresszusi Központ                                                                                 |
| NE 7th Ave | | Oregon tér, Piac                                                                                     |
| Lloyd Center/NE 11th Ave                                                                                              | 70, 157 | Holladay Park                                                                                        |
| Hollywood/NE 42nd Ave pályaudvar                                                                                      | 66, 75, 77 | Autóbusz-állomás, Orvosi rendelő                                                                     |
| NE 60th Ave | 71 | |
| NE 82nd Ave | 72, 77 | |
| Gateway/NE 99th pályaudvar                                                                                            | Zöld vonal 15, 19, 22, 23, 24, 25, 87, Columbia Gorge Express, The Dalles – Hood River – Portland Fixed Route | Autóbusz-állomás, Gasztroenterológiai klinika                                                        |
| Gateway North | | Bevásárlóközpont, Fül-orr-gégészeti klinika                                                          |
| Parkrose/Sumner pályaudvar                                                                                            | 12, 21, 65, 71, 73                                                                                            | Autóbusz-állomás                                                                                     |
| Cascades | | Stanley Park                                                                                         |
| Mt Hood Ave | | FBI, Katonai toborzóközpont                                                                          |
| Portland International Airport végállomás                                                                             | Caravan Airport Shuttle, City2Shuttle, Downtown Express, The HUT, Central Oregon Breeze                       | Portlandi nemzetközi repülőtér                                                                       |

## Forgalom
A napi első járat a Beaverton pályaudvartól 3:30-kor, míg a repülőtértől 4:55-kor indul. A végállomástól végállomásig utazás körülbelül 65 percig tart. A reggeli és délutáni csúcsidőben három-három járat a Gateway pályaudvarnál a kék vonalra átszerelve a Hatfield Government Center megállóig közlekedik. A napi utolsó három vonat Ruby Junction/East 197th Avenue-ig közlekedik. A repülőtértől az utolsó nyugati irányú szerelvény 0:30-kor, az utolsó keleti irányú pedig 1:40-kor indul. A MAX viszonylatai a TriMet „Frequent Express” szolgáltatásának része, ahol a nap részében legalább 15 perces követési időt biztosítanak; A követési idő napközben 15, kora reggel és késő este pedig 30 perc.
2018. szeptember 2-ától éjszaka, a MAX üzemzárását követően a repülőteret a 272-es busz szolgálja ki.

### Utasszámok
2021 szeptemberében a viszonylatot naponta 10 310-en vették igénybe; a Covid19-pandémia előtt napi 22 530 utasával a hálózat második legforgalmasabb viszonylata volt. 2002 szeptemberére 2300 utast becsültek, ennek ellenére naponta 2800-an vették igénybe, a 2003-as Beavertonig hosszabbítás pedig a nyugati szegmensben 49%-os, a teljes hálózaton pedig 6%-os utasszám-növekedést hozott. Az IKEA áruház 2007-es megnyitásával a gazdasági kudarcnak tartott Cascade Station bevásárlóközpont forgalma a nyolcszorosára növekedett, ezzel az utasszámok is emelkedtek: 2008-ban Cascades megállóhely heti forgalma 250-ről 2000 főre, 2010-re hatezer főre nőtt.
A viszonylat éves forgalma 2009-ben elérte az egymillió főt. Az éves utasszám a 2012-es 8,2 millióról 2015-re 7,4 millió főre csökkent; a TriMet ezt a bűnözés növekedésével és a belvárosi lakásárak növekedésével magyarázta.

## Fordítás
- Ez a szócikk részben vagy egészben  a   MAX Red Line című angol Wikipédia-szócikk ezen változatának fordításán alapul.  Az eredeti cikk szerkesztőit annak laptörténete sorolja fel. Ez a jelzés csupán a megfogalmazás eredetét és a szerzői jogokat jelzi, nem szolgál a cikkben szereplő információk forrásmegjelöléseként.